# Мушкатівська сільська рада
Мушкатівська сільська́ ра́да — колишня адміністративно-територіальна одиниця та орган місцевого самоврядування в Борщівському районі Тернопільської області. Адміністративний центр — с. Мушкатівка.

## Загальні відомості
- Територія ради: 6,392 км²
- Населення ради: 2 034 осіб (станом на 2001 рік)

30 червня 2016 р. увійшла до складу Борщівської міської ради.

## Населені пункти
Сільській раді були підпорядковані населені пункти:
- с. Мушкатівка
- с. Слобідка-Мушкатівська

## Населення
За переписом населення України 2001 року в сільській раді мешкало 2005 осіб.

### Мова
Розподіл населення за рідною мовою за даними перепису 2001 року:
| Мова       | Відсоток |
| ---------- | -------- |
| українська | 99,26 %  |
| російська  | 0,59 %   |
| молдовська | 0,05 %   |
| польська   | 0,05 %   |
| румунська  | 0,05 %   |

## Склад ради
Рада складається з 16 депутатів та голови.
- Голова ради:
- Секретар ради: Мельничук Олександра Богданівна

### Керівний склад попередніх скликань
| Прізвище, ім'я, по батькові | Основні відомості                                    | Дата обрання | Дата звільнення |
| --------------------------- | ---------------------------------------------------- | ------------ | --------------- |
| Цибрій Надія Зеновіївна     | Сільський голова, 1961 року народження, позапартійна | 26.03.2006   | 31.10.2010      |

Примітка: таблиця складена за даними сайту Верховної Ради України

### Депутати
За результатами місцевих виборів 2010 року депутатами ради стали:

#### За суб'єктами висування
| Суб'єкт висування            | Кількість обраних депутатів | %    |
| ---------------------------- | --------------------------- | ---- |
| Самовисування                | 15                          | 93,8 |
| Соціалістична партія України | 1                           | 6,3  |

#### За округами
| № округу                     | Прізвище, ім'я, по батькові     | Дата визнання обраним | Освіта  | Партійна приналежність                | Відомості про обраного депутата            |
| ---------------------------- | ------------------------------- | --------------------- | ------- | ------------------------------------- | ------------------------------------------ |
| Соціалістична партія України |                                 |                       |         |                                       |                                            |
| 4                            | Кащук Олег Васильович           | 02.11.2010            | вища    | член Соціалістичної партії України    | тимчасово не працює                        |
| Самовисування                |                                 |                       |         |                                       |                                            |
| 1                            | Паважний Ігор Зіновійович       | 02.11.2010            | середня | позапартійний                         | приватний підприємець                      |
| 2                            | Малинник Тарас Іванович         | 02.11.2010            | середня | позапартійний                         | приватний підприємець, голова              |
| 3                            | Кучер Василь Петрович           | 02.11.2010            | середня | позапартійний                         | ВАТ "Цукор ", апаратник                    |
| 5                            | Борщ Віктор Володимирович       | 02.11.2010            | середня | позапартійний                         | Мушкатівська школа, завгосп                |
| 6                            | Навроцький Іван Володимирович   | 02.11.2010            | середня | позапартійний                         | АРС Кераміка, водій                        |
| 7                            | Горбач Орися Богданівна         | 02.11.2010            | середня | позапартійна                          | ВАТ Цукор, компют.                         |
| 8                            | Буртняк Сергій Миронович        | 02.11.2010            | середня | позапартійний                         | тимчасово не працює                        |
| 9                            | Чорний Іван Мирославович        | 02.11.2010            | середня | позапартійний                         | Пожежна № 8, командир відділення           |
| 10                           | Мельничук Олександра Богданівна | 02.11.2010            | середня | позапартійна                          | Сільська Рада, секретар                    |
| 11                           | Левчук Володимир Богданович     | 02.11.2010            | середня | позапартійний                         | Редакція Галицький вісник м. Борщів, водій |
| 12                           | Ковдри Ірина Андріївна          | 02.11.2010            | вища    | позапартійна                          | смт. Скала -Подільська школа, вчитель      |
| 13                           | Семенів Зеновій Зеновійович     | 02.11.2010            | середня | позапартійний                         | СБК, с. Мушкатівка, художній керівник      |
| 14                           | Сидорак Іван Ярославович        | 02.11.2010            | вища    | член Політичної партії «Наша Україна» | фермерське господарство «Україна», голова  |
| 15                           | Мазорук Руслана Генріхівна      | 02.11.2010            | середня | позапартійна                          | тимчасово не працює                        |
| 16                           | Лаба Василь Васильович          | 02.11.2010            | середня | позапартійний                         | тимчасово не працює                        |